# Ahmed El-Nagar
Ahmed El-Sayid Ibrahim El-Nagar (arab. ‏احمد السيد إبراهي النجار‎; ur. 19 lutego 1964) – egipski bokser.
Dwukrotnie startował na letnich igrzyskach olimpijskich w wadze póciężkiej (do 81 kilogramów). W 1984 zajął 17. miejsce, a w 1988 uplasował się na 5. pozycji.